# Red Flags (2025)
Red Flags is een Nederlandse romantische dramafilm uit 2025, geregisseerd door Lodewijk van Lelyveld en gebaseerd op een verhaal van Maurits Spijkerman en Tomias Keno. De film ging op 9 april 2025 in première.

## Verhaal
De film volgt de jonge vrouw Sam die haar oog laat vallen op de mysterieuze Fender. Als ze hem ziet weet ze ook meteen dat hij voor problemen zou kunnen zorgen, maar hij is te charmant om te laten gaan. Sam voelt zijn aantrekkingskracht, maar ook dat er iets niet aan hem klopt. Als de waarheid over Fender langzaam ontrafelt moet Sam beslissen of ze haar hart of hoofd volgt.

## Rolverdeling
| acteur            | personage         |
| ----------------- | ----------------- |
| Kes van den Broek | Sam               |
| Danny Dorland     | Fender            |
| Sophie Bouquet    | Mila              |
| Charlene Sancho   | Emma              |
| Maaike Martens    | Irene             |
| Armand Rosbak     | Bas               |
| Marissa Britney   | Britney           |
| Alkan Çöklü       | Melvin            |
| Luuk van Leeuwen  | Nik               |
| Rochelle Ramos    | Louisa            |
| Oubayd Kassem     | vriend van Fender |
| Julian Cruiming   | hotelschoonmaker  |

## Achtergrond
De film werd geregisseerd door Lodewijk van Lelyveld en geproduceerd door Jeroen Koopman namens productiehuis NewBe. Het scenario van de film werd geschreven door Nasja Covers en Susan Stam en is gebaseerd op een verhaal van Maurits Spijkerman en Tomias Keno. Gelijktijdig met de film verscheen een gelijknamig boek, geschreven door Robin Venn en uitgegeven door LoveBooks. De muziek van de film werd gecomponeerd door Sofia Dragt en Jeffrey van Rossum. Hoofdrollen in de film waren weggelegd voor onder anderen Kes van den Broek, Danny Dorland, Sophie Bouquet, Charlene Sancho en Maaike Martens.

## Release
Op 26 februari 2025 werd een trailer met de eerste beelden van de film uitgebracht. Red Flags ging op 9 april 2025 in première in de Belgische bioscopen. In Nederland werd de film acht dagen later, op 17 april 2025, uitgebracht in de bioscopen.